# Corée du Nord aux Jeux olympiques d'été de 2012
La Corée du Nord participe aux Jeux olympiques d'été de 2012 à Londres. Il s'agit de sa 9e participation aux Jeux olympiques d'été.

## Médaillés
| Médaille | Nom            | Sport         | Compétition           | Date       |
| -------- | -------------- | ------------- | --------------------- | ---------- |
| Or       | An Kum-Ae      | Judo          | Moins de 52 kg femmes | 29 juillet |
| Or       | Om Yun-Chol    | Haltérophilie | Moins de 56 kg hommes | 29 juillet |
| Or       | Kim Un-guk     | Haltérophilie | Moins de 62 kg hommes | 30 juillet |
| Or       | Rim Jong-Sim   | Haltérophilie | Moins de 69 kg femmes | 1er août   |
| Bronze   | Ryang Chun-Hwa | Haltérophilie | Moins de 48 kg femmes | 28 juillet |
| Bronze   | Kim Myong-hyok | Haltérophilie | Moins de 69 kg hommes | 31 juillet |
| Bronze   | Yang Kyong-Il  | Lutte         | Moins de 55 kg hommes | 10 août    |

## Athlétisme
Hommes
Courses
| Athlète        | Épreuve  | Séries   | Séries | Quarts de finale | Quarts de finale | Demi-finales | Demi-finales | Finale          | Finale |
| Athlète        | Épreuve  | Résultat | Rang   | Résultat         | Rang             | Résultat     | Rang         | Résultat        | Rang   |
| -------------- | -------- | -------- | ------ | ---------------- | ---------------- | ------------ | ------------ | --------------- | ------ |
| Kwang-Hyok Kim | Marathon | NC       | NC     | NC               | NC               | NC           | NC           | 2 h 20 min 20 s | 53e    |
| Song-Chol Pak  | Marathon | NC       | NC     | NC               | NC               | NC           | NC           | 2 h 20 min 20 s | 52e    |

Femmes
Courses
| Athlète       | Épreuve  | Séries   | Séries | Quarts de finale | Quarts de finale | Demi-finales | Demi-finales | Finale          | Finale |
| Athlète       | Épreuve  | Résultat | Rang   | Résultat         | Rang             | Résultat     | Rang         | Résultat        | Rang   |
| ------------- | -------- | -------- | ------ | ---------------- | ---------------- | ------------ | ------------ | --------------- | ------ |
| Jon Kyong-Hui | Marathon | NC       | NC     | NC               | NC               | NC           | NC           | 2 h 35 min 17 s | 56e    |
| Kim Kum-ok    | Marathon | NC       | NC     | NC               | NC               | NC           | NC           | 2 h 33 min 30 s | 49e    |
| Kim Mi-Gyong  | Marathon | NC       | NC     | NC               | NC               | NC           | NC           | 2 h 38 min 33 s | 74e    |

## Boxe
Hommes
| Athlète       | Compétition      | 1/16 de finale        | 1/8 de finale       | Quarts de finale    | Demi-finales        | Finale              |
| Athlète       | Compétition      | Adversaire Résultat   | Adversaire Résultat | Adversaire Résultat | Adversaire Résultat | Adversaire Résultat |
| ------------- | ---------------- | --------------------- | ------------------- | ------------------- | ------------------- | ------------------- |
| Pak Jong-chol | Mouches (-52 kg) | Julião Henriques 8-12 | –                   | –                   | –                   | –                   |

Femmes
| Athlète      | Compétition      | 1/8 de finale        | Quarts de finale    | Demi-finales        | Finale              |
| Athlète      | Compétition      | Adversaire Résultat  | Adversaire Résultat | Adversaire Résultat | Adversaire Résultat |
| ------------ | ---------------- | -------------------- | ------------------- | ------------------- | ------------------- |
| Song Kim-hye | Mouches (-51 kg) | Elena Savelyeva 9-12 | –                   | –                   | –                   |

## Football

### Tournoi féminin
Classement
| Rang | Équipe        | Pts | J | G | N | P | Bp | Bc | Diff |
| ---- | ------------- | --- | - | - | - | - | -- | -- | ---- |
| 1    | États-Unis    | 9   | 3 | 3 | 0 | 0 | 8  | 2  | +6   |
| 2    | France        | 6   | 3 | 2 | 0 | 1 | 8  | 4  | +4   |
| 3    | Corée du Nord | 3   | 3 | 1 | 0 | 2 | 2  | 6  | -4   |
| 4    | Colombie      | 0   | 3 | 0 | 0 | 3 | 0  | 6  | -6   |

|  | Qualifié pour le deuxième tour de la compétition.                                                                  |
|  | Pts points ; G victoires ; N match nuls ; P défaites Bp buts marqués ; Bc buts encaissés ; Diff différence de buts |

Matchs
| 25 juillet 2012 | Colombie | 0-2   | Corée du Nord        | Hampden Park, Glasgow                               |                                                     |
| 19h45, CEST     |          | (0-1) | 39e 85e Kim Song-hui | Spectateurs : 18 900 Arbitrage : Carol Anne Chenard | Spectateurs : 18 900 Arbitrage : Carol Anne Chenard |
| 19h45, CEST     | Rapport  |       |                      | Spectateurs : 18 900 Arbitrage : Carol Anne Chenard | Spectateurs : 18 900 Arbitrage : Carol Anne Chenard |

| 28 juillet 2012 | France                                                                                                 | 5-0   | Corée du Nord | Hampden Park, Glasgow                           |                                                 |
| 19h45 CEST      | 45e Laura Georges · 70e Élodie Thomis · 71e Marie-Laure Delie · 81e Wendie Renard · 87e Camille Catala | (1-0) |               | Spectateurs : 11 743 Arbitrage : Therese Neguel | Spectateurs : 11 743 Arbitrage : Therese Neguel |
| 19h45 CEST      | Rapport                                                                                                |       |               | Spectateurs : 11 743 Arbitrage : Therese Neguel | Spectateurs : 11 743 Arbitrage : Therese Neguel |

| 31 juillet 2012 | États-Unis       | 1-0   | Corée du Nord | Old Trafford, Manchester                         |                                                  |
| 17h15 CEST      | 25e Abby Wambach | (1-0) |               | Spectateurs : 29 522 Arbitrage : Jenny Palmqvist | Spectateurs : 29 522 Arbitrage : Jenny Palmqvist |
| 17h15 CEST      | Rapport          |       |               | Spectateurs : 29 522 Arbitrage : Jenny Palmqvist | Spectateurs : 29 522 Arbitrage : Jenny Palmqvist |

## Haltérophilie
| Athlète        | Compétition | Arraché  | Arraché | Épaulé-jeté | Épaulé-jeté | Total    | Rang                           |
| Athlète        | Compétition | Résultat | Rang    | Résultat    | Rang        | Total    | Rang                           |
| -------------- | ----------- | -------- | ------- | ----------- | ----------- | -------- | ------------------------------ |
| Kim Kum-Sok    | -69 kg      | 140      | 13e     | 175         | 9e          | 315      | 11e                            |
| Kim Myong-Hyok | -69 kg      | 145      | 6e      | 184         | 3e          | 329      | 4e                             |
| Kim Un-Guk     | -62 kg      | 153 (RO) | 1er     | 174         | 2e          | 327 (RM) | Médaille d'or, Jeux olympiques |
| Om Yun-chol    | -56 kg      | 125      | 6e      | 168 (RO)    | 1er         | 293      | Médaille d'or, Jeux olympiques |
| Sin Chol-bom   | -56 kg      | 113      | 14e     | 145         | 11e         | 258      | 10e                            |

| Athlète        | Compétition | Arraché  | Arraché | Épaulé-jeté | Épaulé-jeté | Total | Rang                                |
| Athlète        | Compétition | Résultat | Rang    | Résultat    | Rang        | Total | Rang                                |
| -------------- | ----------- | -------- | ------- | ----------- | ----------- | ----- | ----------------------------------- |
| Jong Chun-Mi   | -58 kg      | 101      | 7e      | 130         | 4e          | 231   | 6e                                  |
| Rim Jong-Sim   | -69 kg      | 115      | 1re     | 146         | 1re         | 261   | Médaille d'or, Jeux olympiques      |
| Ryang Chun-Hwa | -48 kg      | 80       | 5e      | 112         | 2e          | 192   | Médaille de bronze, Jeux olympiques |

## Judo
| Athlète   | Compétition           | 1/16 de finale             | 1/8 de finale                   | Quarts de finale                | Demi-finales                      | Repêchage 1         | Repêchage 2         | Finale                       | Finale                         |
| Athlète   | Compétition           | Adversaire Résultat        | Adversaire Résultat             | Adversaire Résultat             | Adversaire Résultat               | Adversaire Résultat | Adversaire Résultat | Adversaire Résultat          | Rang                           |
| --------- | --------------------- | -------------------------- | ------------------------------- | ------------------------------- | --------------------------------- | ------------------- | ------------------- | ---------------------------- | ------------------------------ |
| An Kum-Ae | Moins de 52 kg femmes | Sophie Cox (GBR) 0010/0000 | Misato Nakamura (JPN) 0102/0002 | Priscilla Gneto (FRA) 0102/0013 | Rosalba Forciniti (ITA) 1010/0000 | -                   | -                   | Yanet Bermoy (CUB) 0010/0000 | Médaille d'or, Jeux olympiques |

## Lutte
| Athlète             | Compétition    | Qualification       | Huitièmes de finale              | Quarts de finale                        | Demi-finales                       | Repêchage 1         | Repêchage 2                 | Finale                             | Finale                              |
| Athlète             | Compétition    | Adversaire Résultat | Adversaire Résultat              | Adversaire Résultat                     | Adversaire Résultat                | Adversaire Résultat | Adversaire Résultat         | Adversaire Résultat                | Rang                                |
| ------------------- | -------------- | ------------------- | -------------------------------- | --------------------------------------- | ---------------------------------- | ------------------- | --------------------------- | ---------------------------------- | ----------------------------------- |
| Lutte gréco-romaine |                |                     |                                  |                                         |                                    |                     |                             |                                    |                                     |
| Yun Won-chol        | Moins de 55 kg | exempt              | Battu par Choi Gyu-jin (KOR) 0-3 | –                                       | –                                  | –                   | –                           | –                                  | –                                   |
| Lutte libre         |                |                     |                                  |                                         |                                    |                     |                             |                                    |                                     |
| Ri Jong-Myong       | Moins de 60 kg | exempt              | Bat Farzad Tarash (AUS) 3-0      | Bat Hassan Madany (EGY) 3-1             | Battu par Besik Kudukhov (RUS) 0-3 | –                   | –                           | Battu par Yogeshwar Dutt (IND) 1-3 | –                                   |
| Yang Kyong-Il       | Moins de 55 kg | exempt              | Bat Dilshod Mansurov (UZB) 3-1   | Battu par Djamal Otarsultanov (RUS) 1-3 | –                                  | –                   | Bat Sem Shilimela (NAM) 3-1 | Bat Daulet Niyazbekov (KAZ) 3-1    | Médaille de bronze, Jeux olympiques |

| Athlète       | Compétition    | Qualification       | Huitièmes de finale                     | Quarts de finale    | Demi-finales        | Repêchage 1                          | Repêchage 2         | Finale              | Finale |   |
| Athlète       | Compétition    | Adversaire Résultat | Adversaire Résultat                     | Adversaire Résultat | Adversaire Résultat | Adversaire Résultat                  | Adversaire Résultat | Adversaire Résultat | Rang   |   |
| ------------- | -------------- | ------------------- | --------------------------------------- | ------------------- | ------------------- | ------------------------------------ | ------------------- | ------------------- | ------ | - |
| Lutte libre   |                |                     |                                         |                     |                     |                                      |                     |                     |        |   |
| Choe Un Gyong | Moins de 63 kg | exempte             | Battue par Jing Ruixue (CHN) 1-3        | –                   | –                   | Battue par Monika Michalik (POL) 1-3 | –                   | –                   | –      |   |
| Kum Ok Han    | Moins de 55 kg | exempte             | Battue par Jackeline Rentería (COL) 1-3 | –                   | –                   | –                                    | –                   | –                   | –      | – |

## Natation synchronisée
| Athlètes                   | Compétition | Programme technique      | Programme technique | Programme libre (qualifications) | Programme libre (qualifications) | Programme libre (qualifications) | Programme libre (finale) | Programme libre (finale)  | Programme libre (finale) |
| Athlètes                   | Compétition | Points                   | Rang                | Points                           | Total (technique + libre)        | Rang                             | Points                   | Total (technique + libre) | Rang                     |
| -------------------------- | ----------- | ------------------------ | ------------------- | -------------------------------- | -------------------------------- | -------------------------------- | ------------------------ | ------------------------- | ------------------------ |
| Jang Hyang-Mi Jong Yon-Hui | Duo         | 84.400 (41.800 ; 42.600) | 16e                 | 84.830 (42.470 ; 42.360)         | 169.230                          | 16e                              | -                        | -                         | -                        |

## Plongeon
| Athlète    | Compétition          | Éliminatoires                                       | Éliminatoires | Demi-finale | Demi-finale | Finale | Finale |
| Athlète    | Compétition          | Points                                              | Rang          | Points      | Rang        | Points | Rang   |
| ---------- | -------------------- | --------------------------------------------------- | ------------- | ----------- | ----------- | ------ | ------ |
| Ri Hyun-Ju | Haut-vol à 10 mètres | 331.30 (73.50, 72.00, 18.15, 37.95, 56.10 et 73.60) | 32e           | -           | -           | -      | -      |

| Athlète      | Compétition          | Éliminatoires                                | Éliminatoires | Demi-finale                                  | Demi-finale | Finale | Finale |
| Athlète      | Compétition          | Points                                       | Rang          | Points                                       | Rang        | Points | Rang   |
| ------------ | -------------------- | -------------------------------------------- | ------------- | -------------------------------------------- | ----------- | ------ | ------ |
| Kim Jin-Ok   | Haut-vol à 10 mètres | 320.10 (72.00, 40.00, 72.60, 65.10 et 70.40) | 15e           | 312.95 (70.50, 67.20, 44.55, 65.10 et 65.60) | 14e         | –      | –      |
| Kim Un-Hyang | Haut-vol à 10 mètres | 308.10 (43.50, 72.00, 46.20, 79.20 et 67.20) | 18e           | 314.40 (63.00, 67.20, 70.95, 41.25 et 72.00) | 13e         | –      | –      |

## Tennis de table
Hommes
| Athlète                                  | Compétition | Tour préliminaire                             | 1er tour                                                            | 2e tour                                                | 3e tour                                                   | 4e tour                                                                | Quarts de finale | Demi-finales     | Finale           | Finale |
| Athlète                                  | Compétition | Adversaire Score                              | Adversaire Score                                                    | Adversaire Score                                       | Adversaire Score                                          | Adversaire Score                                                       | Adversaire Score | Adversaire Score | Adversaire Score | Rang   |
| ---------------------------------------- | ----------- | --------------------------------------------- | ------------------------------------------------------------------- | ------------------------------------------------------ | --------------------------------------------------------- | ---------------------------------------------------------------------- | ---------------- | ---------------- | ---------------- | ------ |
| Kim Hyok-Bong                            | Simple      | exempt                                        | exempt                                                              | Bat Soumyajit Ghosh 4-1 (9-11, 11-6, 11-5, 11-9, 11-7) | Bat Joo Se-Hyuk 4-2 (11-5, 6-11, 8-11, 11-7, 11-8, 15-13) | Battu par Jiang Tianyi 3-4 (9-11, 11-5, 8-11, 11-6, 11-3, 11-13, 9-11) | -                | -                | -                | -      |
| Kim Song-Nam                             | Simple      | Bat Timothy Wang 4-0 (11-5, 11-4, 11-7, 11-4) | Battu par Lin Ju} 3-4 (12-14, 11-6, 13-11, 11-9, 6-11, 7-11, 13-15) | -                                                      | -                                                         | -                                                                      | -                | -                | -                | -      |
| Jang Song-Man Kim Hyok-Bong Kim Song-Nam | Par équipes | NC                                            | Battus par Corée du Sud 1-3 (3-0, 0-3, 1-3, 2-3)                    | NC                                                     | NC                                                        | NC                                                                     | -                | -                | -                | -      |

Femmes
| Athlète                           | Compétition | Tour préliminaire | 1er tour                                | 2e tour                                                         | 3e tour                                                          | 4e tour          | Quarts de finale                          | Demi-finales     | Finale           | Finale |
| Athlète                           | Compétition | Adversaire Score  | Adversaire Score                        | Adversaire Score                                                | Adversaire Score                                                 | Adversaire Score | Adversaire Score                          | Adversaire Score | Adversaire Score | Rang   |
| --------------------------------- | ----------- | ----------------- | --------------------------------------- | --------------------------------------------------------------- | ---------------------------------------------------------------- | ---------------- | ----------------------------------------- | ---------------- | ---------------- | ------ |
| Kim Jong                          | Simple      | exempte           | exempte                                 | Bat Cornelia Molnar 4-1 (11-9, 9-11, 11-6, 11-4, 11-8)          | Battue par Jiang Huajun 2-4 (5-11, 9-11, 11-7, 7-11, 11-5, 7-11) | -                | -                                         | -                | -                | -      |
| Ri Myong-Sun                      | Simple      | exempte           | exempte                                 | Battue par Xian Yifang 2-4 (9-11, 6-11, 11-6, 9-11, 11-8, 6-11) | -                                                                | -                | -                                         | -                | -                | -      |
| Kim Jong Ri Mi-Gyong Ri Myong-Sun | Par équipes | NC                | Bat Grande-Bretagne 3-0 (3-0, 3-1, 3-0) | NC                                                              | NC                                                               | NC               | Battues par Singapour 0-3 (1-3, 1-3, 1-3) | -                | -                | -      |

## Tir
| Athlète     | Compétition                         | Qualification      | Qualification | Finale | Finale | Total  | Total |
| Athlète     | Compétition                         | Points             | Rang          | Points | Rang   | Points | Rang  |
| ----------- | ----------------------------------- | ------------------ | ------------- | ------ | ------ | ------ | ----- |
| Jo Yong-Suk | Pistolet à 10 m air comprimé femmes | 384                | 10e           | -      | -      | -      | -     |
| Jo Yong-Suk | Pistolet à 25 m femmes              | 583 (Barrage : 50) | 7e            | 199.3  | 7e     | 782.3  | 7e    |

## Tir à l'arc
| Athlète     | Compétition       | Tour préliminaire | Tour préliminaire | 1er tour                                                     | 2e tour          | 3e tour          | Quarts de finale | Demi-finales     | Finale           | Finale |
| Athlète     | Compétition       | Score             | Rang              | Adversaire Score                                             | Adversaire Score | Adversaire Score | Adversaire Score | Adversaire Score | Adversaire Score | Rang   |
| ----------- | ----------------- | ----------------- | ----------------- | ------------------------------------------------------------ | ---------------- | ---------------- | ---------------- | ---------------- | ---------------- | ------ |
| Kwon Un-Sil | Individuel femmes | 638               | 41                | Natalia Valeeva (24) 3-7 (26-20, 25-28, 28-28, 27-28, 24-28) | -                | -                | -                | -                | -                | -      |

## Anecdote
Lors du premier match de football féminin qui opposait la Corée du Nord à la Colombie, le 25 juillet 2012, l'écran géant du stade a en fait présenté le drapeau de la Corée du Sud. L'incident a ajourné d'une heure le début du match, les Nord Coréens refusant de jouer.